# Adiós problemas

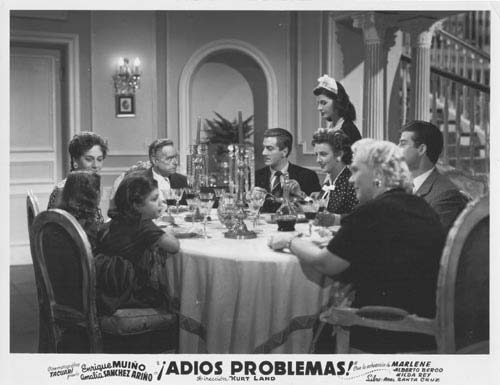
Imagen promocional de la película

Adiós problemas es una película en blanco y negro de Argentina dirigida por Kurt Land sobre el guion de Abel Santa Cruz que se estrenó el 18 de mayo de 1955 y que tuvo como protagonistas a Enrique Muiño, Amalia Sánchez Ariño, Hilda Rey y Alberto Berco.

## Sinopsis
Una mujer seduce a un padre de familia, alterando sus estructuras y la relación familiar.

## Reparto
- Enrique Muiño
- Amalia Sánchez Ariño
- Hilda Rey
- Alberto Berco
- Osvaldo Terranova
- Marlene
- Miguel Ángel Valera
- Martha Nogués
- Miguel Dante
- Carmen Campoy

## Comentarios
King en El Mundo comentó:

”Divertida.”

Noticias Gráficas por su parte opinó:

”La poca consistencia del tema hace que …no alcance mayor repercusión.”